# Eric Ollerenshaw
Eric Ollerenshaw OBE (sinh ngày 26 tháng 3 năm 1950) là một chính khách đảng Bảo thủ Anh. Ông là Nghị sĩ Quốc hội (MP) cho khu vực Lancaster and Fleetwood từ năm 2010–15.
Ông sinh ra và lớn lên ở Lancashire và được giáo dục tại Trường Ngữ pháp Hạt Hyde và Trường Kinh tế Luân Đôn, nơi ông được trao bằng Cử nhân Khoa học về Kinh tế vào năm 1971. Trước đây ông đã là nghị sĩ Hội đồng Luân Đôn và là người đứng đầu bộ phận Thành phố và Đa dạng của Đảng Bảo thủ tại Trụ sở Chiến dịch Bảo thủ.

## Đời tư
Ollerenshaw là người đồng tính công khai. Người bạn đời 36 năm của ông, Michael Donoghue, chết vì ung thư tuyến tụy năm 2009.
Ollerenshaw là ủy viên của Quỹ Baroness Warsi.